# George Blackwell
El padre George Blackwell (Middlesex, c. 1545 – The Clink, 12 de enero de 1613) fue arcipreste católico de Inglaterra de 1597 a 1608. 

## Biografía
Blackwell nació en Middlesex, Inglaterra alrededor de 1545, quizás hijo del peltrero Thomas Blackwell. Fue admitido como académico en el Trinity College de Oxford el 27 de mayo de 1562. Se graduó con una licenciatura en 1563 y se convirtió en un probatorio de la universidad en 1565, un becario en 1566 y se graduó de maestría en 1567. Luego se trasladó a Gloucester Hall, una casa muy sospechosa de tendencias católicas.
Renunció o fue expulsado del Trinity College en 1571, probablemente por sus creencias religiosas, y en 1574 dejó Inglaterra para ir al Colegio Inglés de Douai. Fue ordenado sacerdote en 1575 y se graduó en BST en la Universidad de Douai el mismo año.
El padre George Blackwell regresó a Inglaterra como misionero en noviembre de 1576. Fue encarcelado en 1578 por su labor como sacerdote. Después de ser liberado de la prisión, vivió y trabajó en la casa de la Sra. Meany en Westminster, Inglaterra en secreto. 
En 1601, un espía del gobierno describió a Blackwell como "de unos 50 años de edad, su cabeza marrón, su barba más negra, cortada a la manera de una pala, de estatura indiferente y algo gruesa, decentemente ataviada".

### Nombramiento como arcipreste
Después de la muerte del Cardenal Allen en 1594, el liderazgo de la Misión Católica clandestina en Inglaterra quedó en desorden. El 7 de marzo de 1598, el Papa Clemente VIII nombró arcipreste a Blackwell sobre el clero secular en Inglaterra. Se nombraron seis asistentes por él y otros seis quedaron a su discreción. Como arcipreste, se hospedó en la casa de Anthony-Maria Browne, segundo vizconde Montagu, cuando estaba en Londres. Sus instrucciones le obligaron a trabajar en estrecha consulta con el jefe de la misión jesuita en Inglaterra. 
Varios sacerdotes seculares en Inglaterra, pensando que Blackwell estaba demasiado cerca de los jesuitas, pidieron al Papa que revocara el nombramiento de Blackwell y nombrara un vicario apostólico con plenos poderes episcopales. A esta apelación siguió una amarga controversia, y siguieron dos apelaciones más. Según John Hungerford Pollen, "el principal defecto de Blackwell parece haber sido una total falta de experiencia en el gobierno, unido a las ideas exageradas de su posición como superior".
El gobierno inglés estaba ansioso por sacar ventaja de la controversia y alentó a los enemigos del "apelante" de Blackwell entre bastidores. El resultado de la tercera y última apelación fue que se confirmaron los poderes de Blackwell, pero fue censurado por su falta de tacto y se le ordenó en el futuro no comunicar a los jesuitas ningún asunto relacionado únicamente con la misión del clero secular. 

### Remoción como arcipreste
Después de la conspiración de la pólvora, Blackwell escribió a Roma y obtuvo una carta del Papa Pablo V condenando el complot y pidiendo a los católicos ingleses que no perturbaran la paz. Parte de la respuesta del gobierno inglés fue hacer cumplir un nuevo juramento de lealtad, redactado de tal manera que estaba destinado a crear divisiones dentro de la comunidad católica inglesa en cuanto a si podía tomarse con buena conciencia. En particular, un pasaje del juramento podría leerse en el sentido de que otorga a las autoridades inglesas el derecho a definir la herejía. 
Escribió una carta abierta al clero inglés instándolos a hacer lo mismo. Insistió en que el juramento podía interpretarse legítimamente como que no contradecía la "Supremacía en causas espirituales" del Papa. El Papa, sin embargo, condenó el nuevo juramento poco después. Blackwell, y algunos otros, continuaron defendiendo el juramento a pesar de esto. Se desarrolló una controversia teológica internacional sobre la licitud del juramento.
Blackwell fue capturado cerca de Clerkenwell el 24 de junio de 1607. Inicialmente estuvo en Gate-House en Westminster, y luego en The Clink en Southwark. Durante los siguientes diez días fue interrogado varias veces sobre si había estado al tanto del complot de la pólvora y sobre su opinión sobre el juramento. Al final de ese período se le ofreció el juramento, que prestó.
La interpretación de Blackwell del juramento no satisfizo al Papa mismo, quien relevó a Blackwell de su posición como arcipreste, ni a las autoridades inglesas, quienes lo mantuvieron encarcelado por el resto de su vida. 

### Muerte y legado
George Blackwell murió en la prisión The Clink el 12 de enero de 1613.